# Serra de Bàlius
La Serra de Bàlius és una serra situada als municipis de Cardona a la comarca de Bages i de Clariana de Cardener i de Riner a la del Solsonès, amb una elevació màxima de 752 metres.
La serra transcorre pràcticament d'oest a est, a la confluència dels municipis de Riner, Clariana de Cardener i Cardona. Una mica més al sud hi trobem la masia de Bàlius.